# Kruppomenia
Kruppomenia is een geslacht van wormmollusken uit de  familie van de Simrothiellidae.

## Soorten
- Kruppomenia angolensis Gil-Mansilla, García-Álvarez & Urgorri, 2012
- Kruppomenia borealis Odhner, 1920
- Kruppomenia delta Scheltema & Schander, 2000
- Kruppomenia glandulata Gil-Mansilla, García-Álvarez & Urgorri, 2012
- Kruppomenia levis Scheltema & Schander, 2000
- Kruppomenia macrodenticulata Gil-Mansilla, García-Álvarez & Urgorri, 2012
- Kruppomenia macrodoryata Todt & Salvini-Plawen, 2003
- Kruppomenia minima Nierstrasz, 1903
- Kruppomenia nanodentata Todt & Salvini-Plawen, 2003
- Kruppomenia rhynchota (Salvini-Plawen, 1978)